# Информированный потребитель
Информированный потребитель — концепция, описывающая потребителя, который в состоянии принимать рациональные решения, основанные на всей необходимой для такого решения информации.
Надлежащее информирование потребителя о свойствах товаров и услуг является одним из главных принципов защиты прав потребителей. Оно помогает принимать более взвешенные решения. Тем самым выполняется требование справедливого отношения к потребителю, которое ограничивает различные недобросовестные практики: агрессивную рекламу, агрессивные продажи, введение в заблуждение и т.д. В законодательстве многих стран есть требование об обязательном предоставлении информации потребителям.
Информирование потребителя также включает предоставление сведений о правах потребителей и механизмах их защиты. Обязанность такого информирования лежит на государстве.

## Экономический смысл
Наличие информации играет ключевую роль в принятии решений. Если товары и услуги являются сложными (медицинские, финансовые), то возникает асимметрия информации, когда продавец знает о свойствах товара или услуги больше, чем покупатель. Тогда приобретение товара или услуги может оказаться менее выгодным или невыгодным покупателю, а продавец может зарабатывать дополнительную информационную ренту за счет большей информированности. При этом источником ренты являются не улучшенные потребительские характеристики, а не неравноправие сторон сделки. Наличие информации у покупателя может привести к пересмотру условий договора купли-продажи в сторону, более выгодную покупателю.  Поэтому такие сделки могут рассматриваться как неоптимальные с общественной точки зрения.

## Защита прав потребителей
Требование об предоставлении информации есть в законодательстве многих стран. Предполагается, что отношение к потребителю должно быть справедливым (англ. Fair Treatment), этичным и основываться на соблюдении его прав.
1. У потребителя должна быть возможность равного выбора из всего ассортимента товаров и услуг, доступных у продавца.
2. Потребитель должен получить полное, недвусмысленное представление о товаре или услуге. Оно должно включать сведения о составе, безопасном использовании и правильном использовании (уходе).
3. Информация должна быть изложена на простом и понятном языке, не требующем дополнительных объяснений. Текст должен иметь читаемый размер и гарнитуру.
4. Цена должна справедливой, то есть должна покрывать издержки и включать разумную прибыль (ограничение монопольного ценообразования).
5. Цена должна быть одинаковой для всех. Не допускается ценовая дискриминация.
6. У покупателя должна быть возможность коммуникации, чтобы иметь возможность отправлять запросы и оставлять жалобы о товаре или услуге.